# Puchar CEV w piłce siatkowej mężczyzn (2007/2008)
Puchar CEV 2007/2008 – 1. sezon Pucharu CEV rozgrywanego od 2008 roku, organizowanego przez Europejską Konfederację Piłki Siatkowej (CEV) w ramach europejskich pucharów dla męskich klubowych zespołów siatkarskich „starego kontynentu”.
Pod koniec 2006 władze CEV podjęły decyzję o gruntownym zreformowaniu – od sezonu 2007/2008 – wszystkich rozgrywek europejskich pucharów w piłce siatkowej. W związku z tym zasadniczej zmianie uległa formuła Pucharu CEV. Od tej edycji stał się on bowiem – po Lidze Mistrzów – drugim co do ważności europucharem.

## System rozgrywek
Sporządzenie "drabinki pucharowej" i losowanie poszczególnych par tej edycji pucharu odbyło się 30 czerwca 2007 w Luksemburgu, natomiast zmagania sportowe zainaugurowano w dniach 20 i 21 października 2007, gdy odbyły się pierwsze mecze 1/16 finału. Rywalizacja w pierwszych czterech rundach toczy się w parach na zasadzie dwumeczów (mecz i rewanż) "systemem pucharowym" (gorszy odpada). Jedną z istotniejszych zmian w regulaminie jest fakt wprowadzenia od sezonu 2007/2008 tzw. Rundy Challenge, która nastąpi po zakończeniu ćwierćfinałów, a do której zostaną zakwalifikowani 4 zwycięzcy ćwierćfinałów Pucharu CEV oraz 4 najlepsze ekipy z 3 miejsc fazy grupowej Ligi Mistrzów sezonu 2007/2008 (w sumie 8 drużyn). Zwycięzcy tego szczebla awansują do Final Four.
Ważnym punktem regulaminu jest również zapis dotyczący sposobu wyłaniania zwycięzców danego dwumeczu. Po uwagę nie jest brany - jak dotychczas - bilans obydwu spotkań (tj. liczba wygranych setów, bądź ratio), tylko liczba zwycięstw jednego z zespołów (2 wygrane = awans do kolejnej fazy zmagań). Natomiast w przypadku remisu (1 zwycięstwo i 1 porażka), w drugim ze spotkań zostaje rozegrany tzw. złoty set(do 15 punktów), a jego triumfator przechodzi na następnej rundy.

## Drużyny uczestniczące
| Państwo            | Kluby                           |
| ------------------ | ------------------------------- |
| Austria            | Hypo Tirol Volleyballteam       |
| Belgia             | VC Sartorius Asse-Lennik        |
| Belgia             | Volley Menen                    |
| Chorwacja          | HAOK Mladost Zagrzeb            |
| Czarnogóra         | Budvanska Rivijera Budva        |
| Czechy             | VK Dukla Liberec                |
| Finlandia          | Perungan Pojat                  |
| Finlandia          | Pielaveden Sampo                |
| Francja            | Spacer’s de Toulouse            |
| Francja            | Stade Poitevin Poitiers         |
| Grecja             | PAOK                            |
| Hiszpania          | Arona Tenerife Sur              |
| Hiszpania          | Ciudad Medio Ambiente Soria     |
| Holandia           | ORTEC Rotterdam.Nesselande      |
| Macedonia Północna | 11 Oktomvri 2005 Priłep         |
| Macedonia Północna | Rabotniczki Fersped Skopje      |
| Niemcy             | evivo Düren                     |
| Polska             | Mlekpol AZS Olsztyn             |
| Polska             | Wkręt-met Domex AZS Częstochowa |
| Rosja              | Fakieł Nowy Urengoj             |
| Rosja              | Iskra Odincowo                  |
| Rumunia            | Dinamo Bukareszt                |
| Rumunia            | Tomis Konstanca                 |
| Serbia             | Radnički Kragujevac             |
| Słowenia           | Marchiol Prvačina               |
| Słowenia           | Maribor                         |
| Szwajcaria         | SEAT Volley Näfels              |
| Szwajcaria         | TV Amriswil                     |
| Turcja             | İstanbul Büyükşehir Belediyesi  |
| Węgry              | Kométa Kaposvár SE              |
| Węgry              | Phoenix-Mecano-Kecskeméti RC    |
| Włochy             | M. Roma Volley                  |

| Państwo    | Kluby                      |
| ---------- | -------------------------- |
| Belgia     | Noliko Maaseik             |
| Czarnogóra | Budućnost Podgorička banka |
| Grecja     | GS Iraklis                 |
| Grecja     | Olympiakos SFP             |

## Rozgrywki
Wszystkie godziny według czasu lokalnego.

### 1/16 finału
| Data                                   | Godz. | Drużyna 1                      | Wynik | Drużyna 2                       | 1     | 2     | 3     | 4     | 5     | Złoty set | Widzów | *      |
| -------------------------------------- | ----- | ------------------------------ | ----- | ------------------------------- | ----- | ----- | ----- | ----- | ----- | --------- | ------ | ------ |
| 20.10.2007                             | 15:00 | Mlekpol AZS Olsztyn            | 3:1   | VC Sartorius Asse-Lennik        | 25:27 | 25:16 | 25:17 | 25:18 |       | 13:15     | 1350   | raport |
| 27.10.2007                             | 20:30 | Mlekpol AZS Olsztyn            | 2:3   | VC Sartorius Asse-Lennik        | 19:25 | 25:17 | 20:25 | 25:17 | 16:18 | 13:15     | 300    | raport |
| 20.10.2007                             | 18:00 | Dinamo Bukareszt               | 3:1   | VK Dukla Liberec                | 25:17 | 25:18 | 19:25 | 25:23 |       | 8:15      | 400    | raport |
| 27.10.2007                             | 18:00 | Dinamo Bukareszt               | 0:3   | VK Dukla Liberec                | 16:25 | 13:25 | 17:25 |       |       | 8:15      | 750    | raport |
| 21.10.2007                             | 18:00 | ORTEC Rotterdam.Nesselande     | 0:3   | Fakieł Nowy Urengoj             | 22:25 | 19:25 | 22:25 |       |       |           | 700    | raport |
| 27.10.2007                             | 18:00 | ORTEC Rotterdam.Nesselande     | 0:3   | Fakieł Nowy Urengoj             | 18:25 | 19:25 | 22:25 |       |       | 820       | raport |        |
| 20.10.2007                             | 19:15 | Ciudad Medio Ambiente Soria    | 1:3   | Volley Menen                    | 25:21 | 25:27 | 21:25 | 20:25 |       |           | 550    | raport |
| 27.10.2007                             | 20:00 | Ciudad Medio Ambiente Soria    | 1:3   | Volley Menen                    | 17:25 | 25:21 | 20:25 | 21:25 |       | 820       | raport |        |
| 21.10.2007                             | 19:00 | Marchiol Prvačina              | 0:3   | Iskra Odincowo                  | 19:25 | 29:31 | 17:25 |       |       |           | 750    | raport |
| 27.10.2007                             | 18:00 | Marchiol Prvačina              | 0:3   | Iskra Odincowo                  | 12:25 | 16:25 | 16:25 |       |       | 2800      | raport |        |
| 20.10.2007                             | 19:30 | evivo Düren                    | 0:3   | Wkręt-met Domex AZS Częstochowa | 19:25 | 21:25 | 21:25 |       |       |           | 1200   | raport |
| 27.10.2007                             | 15:00 | evivo Düren                    | 1:3   | Wkręt-met Domex AZS Częstochowa | 22:25 | 17:25 | 25:23 | 15:25 |       | 1600      | raport |        |
| 21.10.2007                             | 17:00 | Perungan Pojat                 | 2:3   | Tomis Konstanca                 | 16:25 | 25:15 | 22:25 | 25:22 | 13:15 |           | 620    | raport |
| 27.10.2007                             | 17:00 | Perungan Pojat                 | 2:3   | Tomis Konstanca                 | 13:25 | 25:14 | 18:25 | 25:23 | 13:15 | 1500      | raport |        |
| 21.10.2007                             | 20:00 | HAOK Mladost Zagrzeb           | 0:3   | Hypo Tirol Volleyballteam       | 21:25 | 14:25 | 14:25 |       |       |           | 500    | raport |
| 26.10.2007                             | 20:15 | HAOK Mladost Zagrzeb           | 0:3   | Hypo Tirol Volleyballteam       | 21:25 | 18:25 | 22:25 |       |       | 500       | raport |        |
| 20.10.2007                             | 18:30 | Arona Tenerife Sur             | 3:0   | Phoenix-Mecano-Kecskeméti RC    | 25:21 | 25:14 | 25:21 |       |       |           | 250    | raport |
| 28.10.2007                             | 17:30 | Arona Tenerife Sur             | 3:1   | Phoenix-Mecano-Kecskeméti RC    | 25:18 | 22:25 | 25:15 | 25:23 |       | 400       | raport |        |
| 21.10.2007                             | 17:00 | TV Amriswil                    | 1:3   | Radnički Kragujevac             | 15:25 | 21:25 | 25:21 | 21:25 |       |           | 600    | raport |
| 28.10.2007                             | 19:00 | TV Amriswil                    | 0:3   | Radnički Kragujevac             | 16:25 | 23:25 | 22:25 |       |       | 2150      | raport |        |
| 20.10.2007                             | 17:30 | Maribor                        | 1:3   | Budvanska Rivijera Budva        | 20:25 | 17:25 | 25:18 | 13:25 |       |           | 100    | raport |
| 27.10.2007                             | 18:00 | Maribor                        | 0:3   | Budvanska Rivijera Budva        | 20:25 | 15:25 | 21:25 |       |       | 300       | raport |        |
| 21.10.2007                             | 18:00 | Kométa Kaposvár SE             | 3:1   | PAOK                            | 25:21 | 25:12 | 24:26 | 25:23 |       |           | 500    | raport |
| 28.10.2007                             | 16:00 | Kométa Kaposvár SE             | 3:2   | PAOK                            | 22:25 | 21:25 | 25:17 | 25:18 | 15:11 | 110       | raport |        |
| 20.10.2007                             | 17:00 | Spacer’s de Toulouse           | 3:2   | Stade Poitevin Poitiers         | 14:25 | 30:28 | 25:18 | 15:25 | 15:11 |           | 1500   | raport |
| 27.10.2007                             | 20:00 | Spacer’s de Toulouse           | 3:1   | Stade Poitevin Poitiers         | 23:25 | 29:27 | 29:27 | 25:23 |       | 2250      | raport |        |
| 21.10.2007                             | 17:00 | SEAT Volley Näfels             | 3:0   | 11 Oktomvri 2005 Priłep         | 25:21 | 25:13 | 25:21 |       |       |           | 350    | raport |
| 27.10.2007                             | 17:30 | SEAT Volley Näfels             | 3:0   | 11 Oktomvri 2005 Priłep         | 25:15 | 25:15 | 25:17 |       |       | 1000      | raport |        |
| 20.10.2007                             | 18:00 | İstanbul Büyükşehir Belediyesi | 3:0   | Rabotniczki Fersped Skopje      | 25:19 | 25:15 | 25:22 |       |       |           | 1100   | raport |
| 28.10.2007                             | 17:30 | İstanbul Büyükşehir Belediyesi | 3:1   | Rabotniczki Fersped Skopje      | 14:25 | 25:23 | 27:25 | 25:21 |       | 1100      | raport |        |
| 21.10.2007                             | 16:00 | Pielaveden Sampo               | 1:3   | M. Roma Volley                  | 25:19 | 22:25 | 23:25 | 22:25 |       |           | 1830   | raport |
| 27.10.2007                             | 18:00 | Pielaveden Sampo               | 2:3   | M. Roma Volley                  | 23:25 | 25:20 | 19:25 | 25:21 | 17:19 | 1087      | raport |        |
| Po lewej gospodarze pierwszych meczów. |       |                                |       |                                 |       |       |       |       |       |           |        |        |

### 1/8 finału
| Data                                   | Godz. | Drużyna 1                      | Wynik | Drużyna 2                       | 1     | 2     | 3     | 4     | 5     | Złoty set | Widzów | *      |
| -------------------------------------- | ----- | ------------------------------ | ----- | ------------------------------- | ----- | ----- | ----- | ----- | ----- | --------- | ------ | ------ |
| 11.12.2007                             | 20:30 | VC Sartorius Asse-Lennik       | 3:0   | VK Dukla Liberec                | 25:21 | 25:19 | 25:23 |       |       |           | 1150   | raport |
| 20.12.2007                             | 17:30 | VC Sartorius Asse-Lennik       | 3:2   | VK Dukla Liberec                | 25:22 | 26:28 | 25:22 | 16:25 | 15:10 | 420       | raport |        |
| 11.12.2007                             | 18:30 | Fakieł Nowy Urengoj            | 3:0   | Volley Menen                    | 25:15 | 25:16 | 25:20 |       |       |           | 1000   | raport |
| 20.12.2007                             | 20:00 | Fakieł Nowy Urengoj            | 3:0   | Volley Menen                    | 25:23 | 25:18 | 25:22 |       |       | 500       | raport |        |
| 11.12.2007                             | 19:30 | Iskra Odincowo                 | 3:0   | Wkręt-met Domex AZS Częstochowa | 25:14 | 25:17 | 25:19 |       |       | 13:15     | 1500   | raport |
| 19.12.2007                             | 20:00 | Iskra Odincowo                 | 1:3   | Wkręt-met Domex AZS Częstochowa | 23:25 | 25:23 | 21:25 | 21:25 |       | 13:15     | 3300   | raport |
| 12.12.2007                             | 17:00 | Tomis Konstanca                | 3:1   | Hypo Tirol Volleyballteam       | 25:22 | 25:23 | 24:26 | 27:25 |       |           | 900    | raport |
| 19.12.2007                             | 20:15 | Tomis Konstanca                | 3:2   | Hypo Tirol Volleyballteam       | 20:25 | 25:14 | 21:25 | 25:18 | 15:7  | 1200      | raport |        |
| 12.12.2007                             | 19:30 | Arona Teneryfa                 | 3:0   | Radnički Kragujevac             | 25:21 | 32:30 | 25:22 |       |       | 12:15     | 250    | raport |
| 18.12.2007                             | 19:00 | Arona Teneryfa                 | 0:3   | Radnički Kragujevac             | 17:25 | 23:25 | 21:25 |       |       | 12:15     | 2650   | raport |
| 13.12.2007                             | 18:00 | Budvanska Rivijera Budva       | 3:0   | Kométa Kaposvár SE              | 25:18 | 27:25 | 25:23 |       |       |           | 1000   | raport |
| 19.12.2007                             | 19:00 | Budvanska Rivijera Budva       | 3:2   | Kométa Kaposvár SE              | 18:25 | 22:25 | 26:24 | 25:14 | 15:11 | 550       | raport |        |
| 12.12.2007                             | 20:00 | Spacer’s de Toulouse           | 3:0   | SEAT Volley Näfels              | 25:17 | 25:22 | 25:16 |       |       |           | 1390   | raport |
| 19.12.2007                             | 19:30 | Spacer’s de Toulouse           | 3:0   | SEAT Volley Näfels              | 25:18 | 25:22 | 25:13 |       |       | 180       | raport |        |
| 13.12.2007                             | 17:00 | İstanbul Büyükşehir Belediyesi | 0:3   | M. Roma Volley                  | 16:25 | 18:25 | 15:25 |       |       |           | 3200   | raport |
| 19.12.2007                             | 20:00 | İstanbul Büyükşehir Belediyesi | 0:3   | M. Roma Volley                  | 21:25 | 23:25 | 23:25 |       |       | 1850      | raport |        |
| Po lewej gospodarze pierwszych meczów. |       |                                |       |                                 |       |       |       |       |       |           |        |        |

### Ćwierćfinały
| Data                                   | Godz. | Drużyna 1                       | Wynik | Drużyna 2                | 1     | 2     | 3     | 4     | 5     | Złoty set | Widzów | *      |
| -------------------------------------- | ----- | ------------------------------- | ----- | ------------------------ | ----- | ----- | ----- | ----- | ----- | --------- | ------ | ------ |
| 22.01.2008                             | 20:30 | VC Sartorius Asse-Lennik        | 1:3   | Fakieł Nowy Urengoj      | 16:25 | 25:20 | 23:25 | 17:25 |       |           | 700    | raport |
| 30.01.2008                             | 18:30 | VC Sartorius Asse-Lennik        | 0:3   | Fakieł Nowy Urengoj      | 20:25 | 13:25 | 24:26 |       |       | 996       | raport |        |
| 22.01.2008                             | 20:30 | Wkręt-met Domex AZS Częstochowa | 3:0   | Tomis Konstanca          | 25:16 | 30:28 | 25:18 |       |       | 17:15     | 2400   | raport |
| 31.01.2008                             | 20:15 | Wkręt-met Domex AZS Częstochowa | 1:3   | Tomis Konstanca          | 22:25 | 25:23 | 22:25 | 22:25 |       | 17:15     | 2000   | raport |
| 23.01.2008                             | 19:00 | Radnički Kragujevac             | 0:3   | Budvanska Rivijera Budva | 21:25 | 24:26 | 21:25 |       |       |           | 3650   | raport |
| 31.01.2008                             | 18:00 | Radnički Kragujevac             | 2:3   | Budvanska Rivijera Budva | 23:25 | 25:22 | 14:25 | 25:21 | 11:15 | 1600      | raport |        |
| 23.01.2008                             | 20:00 | Spacer’s de Toulouse            | 1:3   | M. Roma Volley           | 15:25 | 23:25 | 25:21 | 21:25 |       |           | 3200   | raport |
| 30.01.2008                             | 20:00 | Spacer’s de Toulouse            | 2:3   | M. Roma Volley           | 19:25 | 25:27 | 25:21 | 25:18 | 13:15 | 1050      | raport |        |
| Po lewej gospodarze pierwszych meczów. |       |                                 |       |                          |       |       |       |       |       |           |        |        |

### Runda Challenge
| Data                                   | Godz. | Drużyna 1                  | Wynik | Drużyna 2                       | 1     | 2     | 3     | 4     | 5     | Złoty set | Widzów | *      |
| -------------------------------------- | ----- | -------------------------- | ----- | ------------------------------- | ----- | ----- | ----- | ----- | ----- | --------- | ------ | ------ |
| 14.02.2008                             | 18:00 | Budućnost Podgorička banka | 3:1   | Budvanska Rivijera Budva        | 21:25 | 25:22 | 25:23 | 25:21 |       | 11:15     | 2000   | raport |
| 21.02.2008                             | 18:00 | Budućnost Podgorička banka | 0:3   | Budvanska Rivijera Budva        | 20:25 | 17:25 | 18:25 |       |       | 11:15     | 1200   | raport |
| 14.02.2008                             | 20:30 | Noliko Maaseik             | 3:1   | Wkręt-met Domex AZS Częstochowa | 22:25 | 25:15 | 25:20 | 25:22 |       | 19:17     | 2000   | raport |
| 20.02.2008                             | 20:30 | Noliko Maaseik             | 1:3   | Wkręt-met Domex AZS Częstochowa | 24:26 | 25:18 | 24:26 | 23:25 |       | 19:17     | 2340   | raport |
| 13.02.2008                             | 20:30 | GS Iraklis                 | 3:1   | Fakieł Nowy Urengoj             | 19:25 | 25:22 | 25:19 | 25:13 |       | 11:15     | 630    | raport |
| 20.02.2008                             | 18:30 | GS Iraklis                 | 2:3   | Fakieł Nowy Urengoj             | 26:28 | 26:24 | 28:30 | 25:22 | 12:15 | 11:15     | 1100   | raport |
| 14.02.2008                             | 19:00 | Olympiakos SFP             | 0:3   | M. Roma Volley                  | 21:25 | 21:25 | 16:25 |       |       |           | 150    | raport |
| 21.02.2008                             | 20:00 | Olympiakos SFP             | 0:3   | M. Roma Volley                  | 14:25 | 23:25 | 23:25 |       |       | 1250      | raport |        |
| Po lewej gospodarze pierwszych meczów. |       |                            |       |                                 |       |       |       |       |       |           |        |        |

### Turniej finałowy
Miejsce: Palazzetto dello Sport,  Rzym

#### Półfinały
| Data       | Godz. | Drużyna 1                | Wynik | Drużyna 2      | 1     | 2     | 3     | 4 | 5 | Widzów | *      |
| ---------- | ----- | ------------------------ | ----- | -------------- | ----- | ----- | ----- | - | - | ------ | ------ |
| 23.03.2008 | 21:00 | Budvanska Rivijera Budva | 0:3   | Noliko Maaseik | 17:25 | 19:25 | 18:25 |   |   | 1100   | raport |
| 23.03.2008 | 18:00 | Fakieł Nowy Urengoj      | 0:3   | M. Roma Volley | 17:25 | 18:25 | 22:25 |   |   | 2800   | raport |

#### Mecz o 3. miejsce
| Data       | Godz. | Drużyna 1                | Wynik | Drużyna 2           | 1     | 2     | 3     | 4     | 5 | Widzów | *      |
| ---------- | ----- | ------------------------ | ----- | ------------------- | ----- | ----- | ----- | ----- | - | ------ | ------ |
| 24.03.2008 | 16:00 | Budvanska Rivijera Budva | 3:1   | Fakieł Nowy Urengoj | 21:25 | 25:19 | 25:23 | 29:27 |   | 1600   | raport |

#### Finał
| Data       | Godz. | Drużyna 1      | Wynik | Drużyna 2      | 1     | 2     | 3     | 4 | 5 | Widzów | *      |
| ---------- | ----- | -------------- | ----- | -------------- | ----- | ----- | ----- | - | - | ------ | ------ |
| 24.03.2008 | 20:45 | Noliko Maaseik | 0:3   | M. Roma Volley | 23:25 | 18:25 | 22:25 |   |   | 3500   | raport |

## Klasyfikacja końcowa
| Miejsce | Drużyna                  |
| ------- | ------------------------ |
| 1.      | M. Roma Volley           |
| 2.      | Noliko Maaseik           |
| 3.      | Budvanska Rivijera Budva |
| 4.      | Fakieł Nowy Urengoj      |

## Nagrody indywidualne
| Najlepszy zawodnik (MVP)         | Najlepszy punktujący                         | Najlepszy atakujący             | Najlepszy blokujący                | Najlepszy zagrywający              | Najlepszy przyjmujący           | Najlepszy rozgrywający         |
| -------------------------------- | -------------------------------------------- | ------------------------------- | ---------------------------------- | ---------------------------------- | ------------------------------- | ------------------------------ |
| Manuel Coscione (M. Roma Volley) | Krasimir Stefanow (Budvanska Rivijera Budva) | Ivan Miljković (M. Roma Volley) | Luigi Mastrangelo (M. Roma Volley) | Luigi Mastrangelo (M. Roma Volley) | Nicholas Cundy (Noliko Maaseik) | Nuno Pinheiro (Noliko Maaseik) |